# Tonde Būrin
Super Cerdita (愛と勇気のピッグガール　とんでぶーりん Ai to yūki no piggu gāru Tonde Būrin?) (Super Pig) es una serie de manga parodia de Maho Shojo de Taeko Ikeda que se publicó originalmente en el manga magzine el Ciao. La serie de anime basada en el manga fue creada por Nippon Animation y emitida dentro de Japón por TBS desde el 9 de septiembre de 1994 hasta el 26 de agosto de 1995.
El nombre en España e Hispanoamérica fue La Súper Cerdita.

## Argumento
Todo empieza cuando Kassie, una niña normal se va al colegio, en el camino se encuentra un cerdito y le hace un cariño y se va a la escuela pero llega tarde. Kassie está enamorada de Lance, un muchacho muy agradable. Al salir de la escuela pasa por un parque y se encuentra al cerdito. Cuando éste le habla, ella se asusta. El cerdito le cuenta que se llama Iggy y que es del planeta Oinko. Vino a la Tierra a convertir a una niña en Súper Cerdita y la eligió a ella para la tarea. Kassie se queda sorprendida, pero acepta convertirse en Súper Cerdita usando la polvera de que Iggy le proporciona. El objetivo de Kassie como Súper Cerdita es juntar unas perlas, cuando se reúna la cantidad necesaria, el padre de Iggy le dará un deseo a Kassie. Ella quiere convertirse en la bella superheroína Ginger Flame, pero al final descubrirá que prefiere ser Kassie Carlen.

## Personajes
Kassie Carlen. Es una niña que va a la escuela y es una persona normal pero también es Súper Cerdita, la súperheroína del lugar. Ayuda siempre a los demás y quiere juntar todas las perlas para convertirse en Ginger Flame, su superheroína favorita.
Iggy. Este cerdito es el príncipe del planeta Oinko, su misión es convertir a una niña en súper cerdita para poder ser rey. Siempre ayuda a Kassie y aunque a veces se pelean, en el fondo se quieren mucho.
Lance Romero.Es un chico deportista, le encanta el fútbol. El no sabe que Kassie está enamorada de él, (es muy obvio porque siempre lo está mirando con una carita de enamorada). Él está enamorado de Súper Cerdita y es un chico dedicado a lo que hace.
Prudencia Plumm. Es la mejor amiga de Kassie, siempre la ayuda y es carismática, alegre y una buena persona. Ella sabe todos los secretos de Kassie, excepto que Kassie es Súper Cerdita.
Harley Haver. Es el mejor amigo de Lance, siempre se ayudan y hacen exploraciones juntos, es un muchacho bromista y deportista, va en el mismo equipo que Lance.
Heather Hogwarsh.Es una niña rica que está enamorada de Cadford pero él no le corresponde. Siempre hace las mejores fiestas y trata de presumir su riqueza. A veces parece ser la mala de la historia que molesta a Kassie, pero en el fondo tiene buenos sentimientos.
Cadford Tammack. Es un niño rico, está enamorado de Kassie, la enfada mucho y trata de hacer que sea su novia. Todas las muchachas de la escuela se fijan en él, creen que es lindo.
Milton Massen. Es un niño muy listo, está inscrito en el club de películas, le gusta hacer amigos, tiene unos lindos ojos detrás de esos lentes.
Ken Carlen. Es el hermano menor de Kassie, es alegre y un buen muchacho.
- Datos: Q1315904